# Campoletis banksi
Campoletis banksi là một loài tò vò trong họ Ichneumonidae.